# パク・ヨンジェ
パク・ヨンジェ（1985年6月12日 - ）は、大韓民国のコメディアン、俳優。
大邱生まれ。百済芸術大学在学中に出会った先輩にあこがれ、コメディアンになる夢を持ってソウルに上京。ソウル総合芸術専門学校に通いながら、ジョン・ユソンが主宰するキドゥクキドゥクホールでコメディーを始めた。キム・ギリ、メン・スンジと共にチームを結成し公演を行った。その後スマイルマニアのパク・スンデに出会ってスマイルマニアに入団。それが縁でSBSの「韓流ネタバラエティ ウッチャッサ!」でデビューすることになった。ウッチャッサでは初期のいくつかのコーナーでは人気が出たが、その後低迷した。
そして2010年に兵役に行き、戻ってくるとウッチャッサが終了していたため、一時的に出演できるコメディー番組がない状態となってしまった。他社からオファーも来ていたが、SBSに恩義を感じていたため断った。その後SBSで「ギャグトゥナイト」が復活したためそこに参加、いくつかのコーナーを務めた後、ウッチャッサが復活したため、ナム・ホヨンやキム・ドンウクなどと共に「兄貴は私の運命」、「根のない木」、「首都釜山特別市」、「因果応報」、「ソウルの月」などのコーナーを担当した。
「首都釜山特別市」は韓国の首都がソウルから釜山に変更されたという設定のもと、釜山の放送局でアナウンサーの最終面接を行うというコーナーで、慶尚道の方言を駆使した内容が大人気となり、YTNニュースに出演した。ただし、このコーナーで使われている方言は釜山のものと大邱のものがあり、必ずしも釜山方言だけが使われているわけではない。パク・ヨンジェとキム・ドンウクが演じる面接官はソウルがかなりの田舎だと思っており、志願者がソウル言葉で話すとダメだしをする。志願者が「ソウルにはカロスキル(街路樹の道)というおしゃれで有名な道があります」などと言うと、「カロスキル？なにそれ、山道の名前？」などと言う。
その後、ウッチャッサが再び終了してしまったため、tvNの「コメディービックリーグ」に移籍して活動を続けている。

## 学歴
- ソウル総合芸術専門学校 ギャグMC芸術学部
- 百済芸術大学

## 出演作

### 放送
- ウッチャッサ（ SBS ）
  - モンキーブラザーズ（2006）
  - ソウルお出かけ（2007）
  - 死生決断（2007）
  - 黙言遂行（2009）
  - 整数兄さん（2009）
  - ケジェラブル（2013.04.14 - 2013.09.29）
  - 進撃の家族（2013.06.30 - 2013.06.30）
  - バウンス（2013.07.07 - 2013.08.25）
  - 演劇同好会の芸能人（2013.10.11 - 2014.01.17）
  - 因果応報（2013.10.11 - 2014.03.28）
  - 首都釜山特別市（2013.12.20 - 2014.10.03）
  - 根のない木（2014.09.12 - 2015.12.06）
  - ドンクライ（2014.10.10 - 2014.11.21）
  - ソウルの月（2014.12.12 - 2015.08.02）
  - 兄貴は私の運命（2016.01.24 - 2016.05.13）
- ギャグトゥナイト（ SBS ）
  - 酒だ（2013.01.05 - 2013.04.06）
  - ゲジェラブル（2013.02.16 - 2013.04.06）
- 彼女はきれいだった（ MBC ）特別出演
- KBSスペシャル（KBS1）
- コメディビッグリーグ（tvN）
  - いかさま師：ギャングPDクァク・チョリョン（2019.11.17 - 2020.03.22）
  - ショーキングダム（2021.01.03）
- 大脱出（tvN） - 特別出演